# کاندیدو سیبیلیو
کاندیدو سیبیلیو (اسپانیایی: Cándido Sibilio‎؛ ۳ اکتبر ۱۹۵۸ – ۱۰ اوت ۲۰۱۹) بازیکن بسکتبال اهل اسپانیا بود.
از باشگاه‌هایی که در آن بازی کرده‌است می‌توان به باشگاه فوتبال بارسلونا و باشگاه بسکتبال ساسکی باسکونیا اشاره کرد.